# Lubuntu
A Lubuntu egy kis rendszerigényű, gyors Linux operációs rendszer. A Lubuntu alapja az Ubuntu, de az Ubuntu alapértelmezett GNOME felülete helyett kisebb erőforrás-igényű felhasználói felületet kapott: 18.04-es verzióig az LXDE-t, majd 18.10-es és az azt követő verziók az LXQt-t használják. A Lubuntura a csomagokat úgy válogatták össze, hogy kis rendszerigényű legyen, jó legyen a memóriakezelése.
A Xubuntuhoz hasonlóan régebbi számítógépekre és netbookokra is tervezték, mivel kevés memória elegendő a futásához és igénye egyéb téren sem nagy. Tesztek szerint fele annyi memóriával is boldogul mint a Xubuntu.
A Lubuntu 2011 májusában hivatalosan is az Ubuntu szoftvercsalád részévé vált.

## Története
Az LXDE desktop Ubuntura 2008 októberében vált elérhetővé az Ubuntu 8.10 Intrepid Ibex rendszerre, de beépíthető az Ubuntu korábbi verzióiba is.
2009 februárjában Mark Shuttleworth meghívta az LXDE projektet, hogy az Ubuntu közösséggel együtt hozzák létre az új hivatalos Ubuntu alapú disztribúciót, a Lubuntut.
2009 márciusában a projekt megjelent a Launchpaden is Mario Behling által, a Lubuntu korai logójával. A projekt a hivatalos Ubuntu wiki oldalán is megjelent, az alkalmazások, csomagok és komponensek listájával.
2009 augusztusában az első teszt ISO is megjelent Live CD formátumban, azonban telepítési lehetőséget ez még nem tartalmazott.
2009 szeptemberében a Lubuntu Magazine tesztjében Christopher Smart megmutatta, hogy a Lubuntu fele annyi RAM-ot használ mint a Xubuntu.

### Lubuntu 8.10, 9.04, 9.10
Nem voltak elérhetőek ISO formátumban, kizárólag csomag formájában az Ubuntura lubuntu-destop néven, az Ubuntu tárolóiból.

### Lubuntu 10.04
Az első ISO kiadás.
A Lubuntu 10.04 az első hivatalos Lubuntu verzió volt. Ez a verzió kizárólag 32 bites rendszerekre jelent meg, azonban a 64 bites felhasználók a 64-bit mini ISO-val tudták telepíteni a szükséges csomagokat.
A Lubuntu 10.04 az Ubuntu 10.04-től eltérően nem hosszan támogatott verzióként jelent meg. Később a felhasználók kérésére mégis hosszabb támogatást kapott, mivel a 10.10-nél eltűnt bizonyos processzorok támogatása.

### Lubuntu 10.10
"Stabil béta" változat.

### Lubuntu 11.10
Ez az első változat, ami hivatalosan az Ubuntu család tagja, valamint az első változat, ami hivatalosan x86-64 live cd támogatással érkezett.

### Lubuntu 12.04
Az Ubuntu 12.04 hosszan támogatott kiadás volt, de a Lubuntu 12.04 nem!

### Lubuntu 12.10
Új ikontéma.

### Lubuntu 13.10
A Chromium webböngésző Firefoxra lett benne cserélve.

### Lubuntu 14.04 LTS
Ez az első hosszan támogatott Lubuntu LTS változat.
Kisebb frissítéseket tartalmaz a Lubuntu 13.10-hez képest, illetve több funkcióval ellátott fájlkezelő rendszert kapott.
A 12.04-es Lubuntuhoz képest megnőtt a processzor igénye, a memóriakezelése jól van optimalizálva.

### Lubuntu 18.10
Első kiadás LXQt felülettel.

## Alkalmazások
A Lubuntu alapértelmezetten a következő alkalmazásokat tartalmazza:
| Internet - Firefox - web böngésző - Transmission - bittorrent kliens - Quassel IRC - csevegőkliens - Bluedevil and Bluetooth - Bluetooth eszközök kezelése - Trojita - IMAP e-mail kliens Irodai alkalmazások - LibreOffice Writer - szövegszerkesztő - LibreOffice Calc - táblázatkezelő - LibreOffice Impress - grafikus bemutató készítő - LibreOffice Math - matematikai képlet szerkesztő - qpdfview - PDF-olvasó Grafikai programok - LXImage - képnéző - ScreenGrab - képernyőkép készítő - Skanlite - szkennelés | Segédprogramok - KCalc - számológép - LXQt File Archiver - Featherpad - egyszerű szövegszerkesztő - PCManFM-Qt - fájlkezelő - Qlipper - képernyőkép készítő - fcitx config - nobleNote - jegyzet készítő - QtPass Zene és videó - K3b - CD-író - PulseAudio Volume Control - VLC - médialejátszó Játék - 2048-Qt |

Ezenkívül számos rendszeralkalmazás áll rendelkezésre az operációs rendszer testreszabására, karbantartására...
A Lubuntunak hozzáférése van az Ubuntu szoftver tárolóihoz, a Lubuntu szoftverközponton és a Synaptic csomagkezelőn keresztül.

## Verziótörténet
| Nem támogatott | Régi, de még támogatott | Támogatott | Jövőbeni kiadás |

| Verzió    | Kódnév            | Kiadási dátum | Támogatás megszűnése |
| --------- | ----------------- | ------------- | -------------------- |
| 8.10      | Intrepid Ibex     | 2008-10-30    | 2010-04              |
| 9.04      | Jaunty Jackalope  | 2009-04-23    | 2010-10              |
| 9.10      | Karmic Koala      | 2009-10-26    | 2011-04              |
| 10.04     | Lucid Lynx        | 2010-05-02    | 2013-04              |
| 10.10     | Maverick Meerkat  | 2010-10-10    | 2012-04              |
| 11.04     | Natty Narwhal     | 2011-04-28    | 2012-10              |
| 11.10     | Oneiric Ocelot    | 2011-10-13    | 2013-04              |
| 12.04     | Precise Pangolin  | 2012-04-26    | 2013-10              |
| 12.10     | Quantal Quetzal   | 2012-10-18    | 2014-04              |
| 13.04     | Raring Ringtail   | 2013-04-25    | 2013-12              |
| 13.10     | Saucy Salamander  | 2013-10-17    | 2014-06              |
| 14.04 LTS | Trusty Tahr       | 2014-04-17    | 2017-04              |
| 14.10     | Utopic Unicorn    | 2014-10-22    | 2015-06              |
| 15.04     | Vivid Vervet      | 2015-04-23    | 2015-12              |
| 15.10     | Wily Werewolf     | 2015-10-11    | 2016-06              |
| 16.04 LTS | Xenial Xerus      | 2016-04-21    | 2019-04              |
| 16.10     | Yakkety Yak       | 2016-10-13    | 2017-07              |
| 17.04     | Zesty Zapus       | 2017-04-13    | 2017-12              |
| 17.10     | Artful Aardvark   | 2017-10-19    | 2018-07              |
| 18.04 LTS | Bionic Beaver     | 2018-04-26    | 2021-04              |
| 18.10     | Cosmic Cuttlefish | 2018-10-18    | 2019-07              |
| 19.04     | Disco Dingo       | 2019-04-18    | 2019-12              |
| 19.10     | Eoan Ermine       | 2019-10-17    | 2020-07              |
| 20.04 LTS | Focal Fossa       | 2020-04-23    | 2023-04              |
| 20.10     | Groovy Gorilla    | 2020-10-22    | 2021-07              |
| 21.04     | Hirsute Hippo     | 2021-04-22    | 2022-01              |
| 21.10     | Impish Indri      | 2021-10-14    | 2022-07              |
| 22.04 LTS | Jammy Jellyfish   | 2022-04-21    | 2025-04              |
| 22.10     | Kinetic Kudu      | 2022-10-20    | 2023-07              |
| 23.04     | Lunar Lobster     | 2023-04-20    | 2024-01              |
| 23.10     | Mantic Minotaur   | 2023-10-12    | 2024-07              |
| 24.04 LTS | Noble Numbat      | 2024-04-25    | 2027-04              |
| 24.10     | Oracular Oriole   | 2024-10-10    | 2025-07              |
| 25.04     | Plucky Puffin     | 2025-04-17    | 2026-01              |